# Molí del Boà
El molí del Boà és un molí abandonat i en ruïnes al municipi de Castellar del Vallès. Actualment, el molí pren el nom de la peça de terra coneguda com el Boà, de la qual hi ha referències ja els anys 1150 i 1169. L'any 1799, la Reial Intendència General de Catalunya concedí un Precari al Marquès de Ciutadilla, de la facultat de continuar valent-se de les aigües del torrent de mas Riera, l'establiment de les subterrànies d'aquesta, i de les del riu Ripoll pel rec del Boà.
El juliol de 1800, el paraire terrassenc Antoni Sagrera, amo del Boà, va sol·licitar un permís per construir-hi un molí bataner i paperer,fent servir l'aigua del gorg d'en Barba.Entre els anys 1847 i 1848 Tomàs Sagrera, net d'Anton Sagrera, i el seu soci Bartomeu Amat de la Font edifiquen el molí d'en Boà.
L'any 1849 el molí d'en Boà tenia un valor d'arrendament de 8.600 rals. La seva producció era destinada a la indústria llanera i la seva maquinària la formaven tres assortiments de carda i filatura, tres batans i una màquina de perxar. Entre els anys 1860 i 1861 la potència motriu del molí d'en Boà era de 20 cavalls de vapor. Entre els anys 1869 i el 1874 l'empresa de Joan Llavall i Companyia, del molí d'en Boà, se sumava a l'empresa de Josep Tolrà en la supervivència de la filatura de cotó. Ja l'any 1872, el molí pertanyia als fabricants terrassencs Amat i Sagrera –potser parents d'Antoni Sagrera–, els quals hi tenien maquinària de filatura i tissatge de cotó. Cap al final del segle xix els propietaris van instal·lar la maquinària al nucli de Castellar i al molí s'hi va establir la casa sabadellenca Rovira i Cia., que feien regenerats de llana.
Antoni Vergés Mirassó. “Història de Castellar del Vallès”. Editorial Montblanch-Martin. Any 1974.